# Meszno (Dubeninki)
Meszno (deutsch Meschkrupchen, 1938 bis 1945 Meschen) ist ein Dorf in der polnischen Woiwodschaft Ermland-Masuren. Es liegt im Kreis Gołdap (Goldap) und gehört zur Landgemeinde Dubeninki (Dunbeningken, 1938 bis 1945 Dubeningen).

## Geographie
Meszno liegt elf Kilometer östlich der Kreisstadt Gołdap südlich der Rominter Heide (polnisch: Puszcza Romincka) am Nordostufer des Scharner Sees (Jezioro Czarne).

## Geschichte
Das kleine nach 1584 noch Merkschkruppen, nach 1736 Meschkeruppen, nach 1871 Meszkrupchen und bis 1938 Meschkrupchen genannte Dorf war zwischen 1874 und 1945 in den Amtsbezirk Rogainen (polnisch: Rogajny) eingegliedert. Dieser gehörte zeit seines Bestehens zum Kreis Goldap im Regierungsbezirk Gumbinnen der preußischen Provinz Ostpreußen.
185 Einwohner waren in Meschkrupchen im Jahr 1910 gemeldet. Ihre Zahl stieg bis 1933 auf 198 und sank bis 1939 auf 178.
Im Zuge der nationalsozialistischen Umbenennungsaktion erhielt Meschkrupchen am 3. Juni 1938 die Bezeichnung „Meschen“. Sieben Jahre später kam der Ort in Kriegsfolge mit dem gesamten südlichen Ostpreußen zu Polen. Heute ist das jetzt „Meszno“ genannte Dorf eine Ortschaft im Verbund der Gmina Dubeninki im Powiat Gołdapski der Woiwodschaft Ermland-Masuren.

## Religionen
Meschkrupchen war kein Kirchdorf, sondern vor 1945 mit seiner fast ausnahmslos evangelischen Bevölkerung in das Kirchspiel der Kirche Dubeningken eingepfarrt. Es gehörte zum Kirchenkreis Goldap in der Kirchenprovinz Ostpreußen der Kirche der Altpreußischen Union. Die wenigen katholischen Kirchenglieder zählten zur Pfarrei in Goldap im Bistum Ermland.
Heute ist die Mehrheit der Einwohner Mesznos römisch-katholischer Konfession. Die vormals evangelische Kirche in Dubeninki ist heute deren Pfarrkirche, die nun zum Dekanat Gołdap im Bistum Ełk der Katholischen Kirche in Polen gehört. Die evangelischen Kirchenglieder sind jetzt zur Kirche in Gołdap orientiert, die eine Filialkirche der Kirchengemeinde in Suwałki (Suwalken) in der Diözese Masuren der Evangelisch-Augsburgischen Kirche in Polen ist.

## Verkehr
Meszno liegt unweit der Woiwodschaftsstraße DW 651, die die beiden Kreisstädte Gołdap (Woiwodschaft Ermland-Masuren) und Sejny (Woiwodschaft Podlachien) miteinander verbindet. Meszno ist über den Abzweig nach Budwiecie zu erreichen. 
Am 15. November 1923 wurde die damalige Bahnstation Meschkrupchen an der „Kaiserbahn“ genannten Bahnstrecke von Goldap nach Szittkehmen eröffnet. Sie wurde nach 1945 nicht reaktiviert und gibt heute nur noch ihren Trassenverlauf zu erkennen.